# Fanatyk (film 2017)
Fanatyk – polski film krótkometrażowy z 2017 roku. Fanatyk został wyreżyserowany przez Michała Tylkę. Film zrealizowano w ramach projektu „Małopolskie Studio Debiutów”.
Fanatyk jest pierwszą polską ekranizacją copypasty. Autorem pasty, na podstawie której powstał film, jest Malcolm XD. Reżyser filmu po znalezieniu tekstu dostrzegł w nim potencjał na film fabularny. Scenariusz do filmu powstał w dwa tygodnie. Fanatyk powstawał 2 lata. Długi czas wynikał z problemów finansowych, na jakie natknęli się twórcy filmu. Część pieniędzy (110 tys. zł) zdobyto dzięki wygranej w konkursie Krakowskiego Klastra Filmowego (za najlepszy scenariusz). Dzięki wygranej twórcy filmu mogli zatrudnić profesjonalnych aktorów.
24 grudnia 2017 roku film pojawił się na platformie Showmax. 31 stycznia 2019 roku, film został zdjęty z platformy Showmax, która opuściła polski rynek. Prawa do dystrybucji w internecie przejęła następnie platforma Netflix, na której w 2023 roku można było obejrzeć tę produkcję.

## Obsada
- Piotr Cyrwus – Andrzej Gałecki
- Anna Radwan – Wioletta Gałecka, żona Andrzeja
- Mikołaj Kubacki – Jakub Gałecki, syn Andrzeja
- Łukasz Szczepanowski – Patryk Gałecki, syn Andrzeja
- Marian Dziędziel – wędkarz Zbyszek
- Jan Nowicki – wędkarz Bogdan
- Juliusz Chrząstowski – wędkarz Władek
- Jacek Strama – wędkarz Mirek
- Dariusz Kowalski – pan Adam, szef lokalnego oddziału Polskiego Związku Wędkarskiego
- Tomasz Schimscheiner – psychoterapeuta
- Małgorzata Krzysica – Bożenka, żona Zbyszka
- Marek Stryszowski – Marek
- Sandra Staniszewska – kioskarka Marzenka
- Stanisław Kubacki – Jakub Gałecki w dzieciństwie
- Lena Schimscheiner – głos prowadzącej wiadomości

Źródło: 